# 無人搬送車

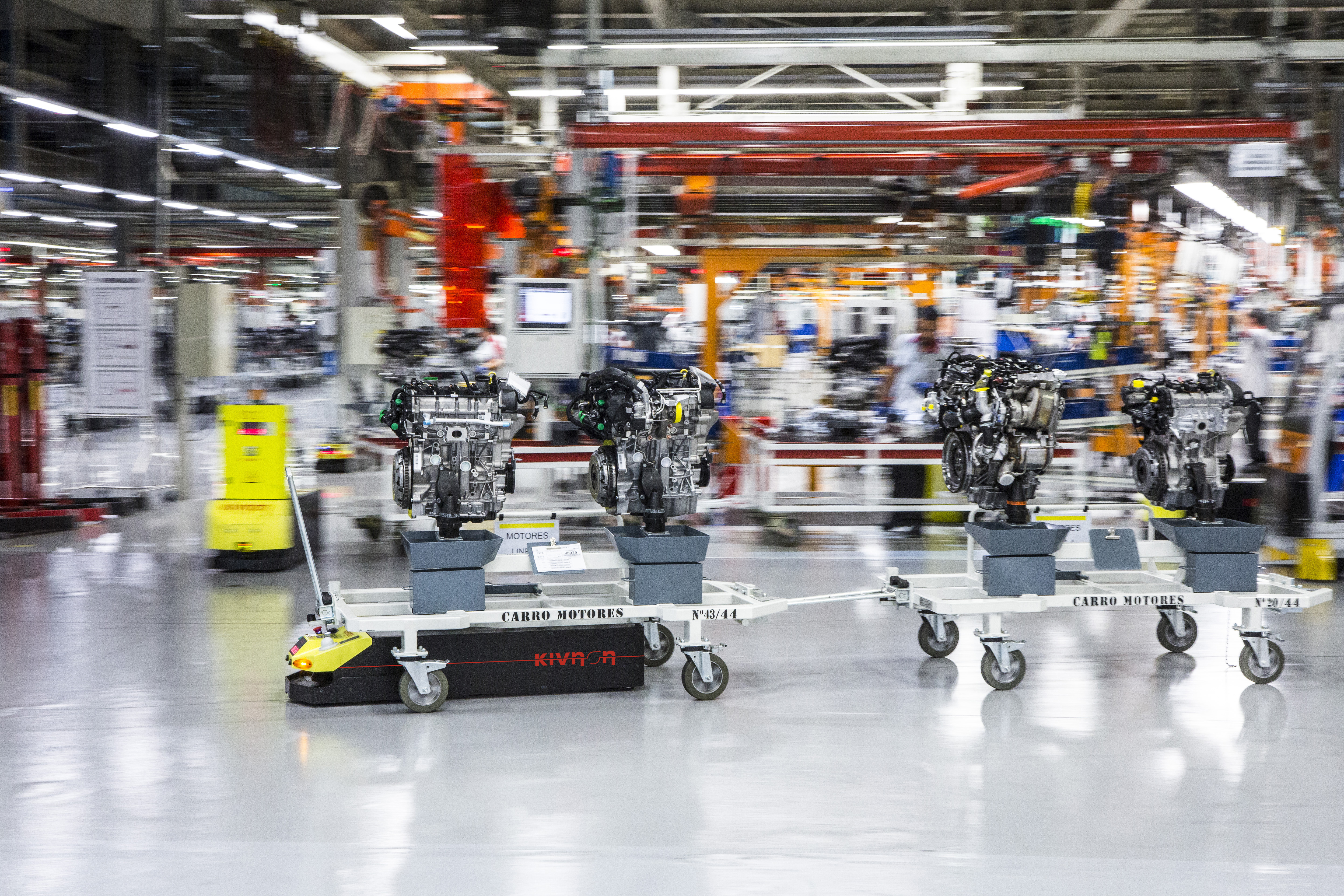
自動車工場で使用される無人搬送車

無人搬送車（むじんはんそうしゃ 英語:Automated guided vehicle, AGV）とは、産業用途で多く使用される自動運転車の一種で、人間が運転操作を行わなくとも自動で走行できる搬送車。主に製造工場や自動倉庫などで使用される。

## 概要
1980年代に開発され、現在では多くの工場や倉庫などで使用されている。
無人搬送車には複数の誘導方式があり、床に埋め込まれた電線からの微弱な誘導電流や、描かれた線を利用する機種がある。それぞれの誘導方式には一長一短があり、用途に応じて適用される。
衝突防止のために近接センサや超音波距離計等のセンサによる安全装置を備える。
無人フォークリフト（AGF: Automated Guided Forklift）も広義のAGVに含まれる。近年では自律走行搬送ロボット（AMR: Autonomous Mobile Robot）や無人地上車両（UGV: Unmanned ground vehicle）なども出てきているが、後述の第四世代AGVとの区別が曖昧に使用される場合がある。AGF、AGVは事前にプログラムされたソフトウェアによって制御され、走行するには各種ガイドが必要となるが、AMRは一切のガイドを必要としない自律式のロボットとなる。
日本では2022年2月18日、川崎重工業、ゼットエムピー、TIS、ティアフォー、日本郵便、パナソニック、本田技研工業および楽天グループ8社による一般社団法人「ロボットデリバリー協会」が発足した。

## 誘導方式

### 第一世代

#### 電磁誘導式
床に設置された金属線に微弱な交流電流を流し、生じた磁場をピックアップコイルで検出してコースを外れないように移動する。

#### 磁気誘導式
磁性体の磁気棒を床面に埋め込んだり磁気テープを床面に貼り、それを磁気センサーで読み取って誘導する。鋼板のような磁性体の床面では使用できない。
2020年現在、日本国内でもっとも普及している誘導方式で、設置に工事が必要なデメリットはあるものの信頼性は高い。

### 第二世代

#### 画像認識方式
画像認識方式では床や天井に描かれた二次元コード(QRコード)やARマーカーのような記号を読み取りそれで自車の位置を把握する。高精度な位置制御が可能。
使われ方は、倉庫において無人区画を設置し、二次元コードを床に格子状に配置して無人搬送車のみで物品棚の搬送を行なったり、他の方式と併用して局所的に高精度な位置制御のために使用されることもある。

### 第三世代

#### レーザー誘導式（反射板誘導式）
建屋内の壁や柱に反射板を取り付け、レーザーの反射を用いて自己位置推定を行い自律走行する方式。測距用のレーザーを周囲に照射し、反射板による反射光を受信機で受けることで反射板と車両との相対位置を計測する。事前に用意された反射板のレイアウトと照合し、車両の絶対位置を三角測量によって算出し、自己位置推定を行う。自己位置推定のためには少なくとも 3個以上の反射板を同時に検出する必要があり、車両の走行範囲の全てにわたってに十分な数の反射板を設置する必要がある。建屋内の壁や柱に反射板を取り付けるだけなので、電磁誘導式などと比べて工事が簡単で比較的短工期での設置が可能。またAGVのルートデータ、経路データの変更だけで、レイアウトの変更に対応できるため、システム改造にかかる費用と期間を低減し、工場を稼動しながらの設定変更が可能。有人環境下での利用も可能のため、物流倉庫でのAGF(無人フォークリフト)などで多く採用されている。

### 第四世代

#### ナチュラル(フィーチャー)ナビゲーション
日本国内では一般的にSLAM(Simultaneous Localization and Mapping)誘導式と呼ばれている。カメラやレーザーセンサーなどの外界センサーとエンコーダーやジャイロスコープといった内界センサーを併用することで自己位置推定を行う。カメラを使用するものはVisual SLAM、レーザーセンサーを使用するものはLiDAR SLAMと呼ばれる。自動で走行経路を生成する機能を備えるため、固定ルートに縛られず障害物の自動回避が可能。また、有人環境下での使用も可能。床に電線を埋め込んだり、マーキングするようなインフラストラクチャが不要。レーザー誘導式に比べ反射板設置の手間が省けるものの、その分自己位置推定の精度は落ちる。
第一〜第三世代の誘導方式と異なり、誘導体の設置が不要で自律走行が可能なためこの方式の無人搬送車はガイドレスAGVとも呼ばれる。正確にはAGVではなく、自律走行搬送ロボット（Autonomous Mobile Robot, AMR）と呼ばれるべきものだが、世界的にAGVの呼び方が浸透しているため厳密には区別されていない。

## 用途
- 港湾
- 物流倉庫（自動倉庫）
- 製造ライン
- 病院
- 食堂（レストラン）

## 特徴
- ローラーコンベアのような固定型搬送設備と比較して経路設定の自由度が大きく、柔軟性がある一方で、確実性や搬送量ではコンベアの方が優れる。近年では多品種少量生産に対応するために、コンベアを廃して無人搬送車を使用する例もある。

## ギャラリー

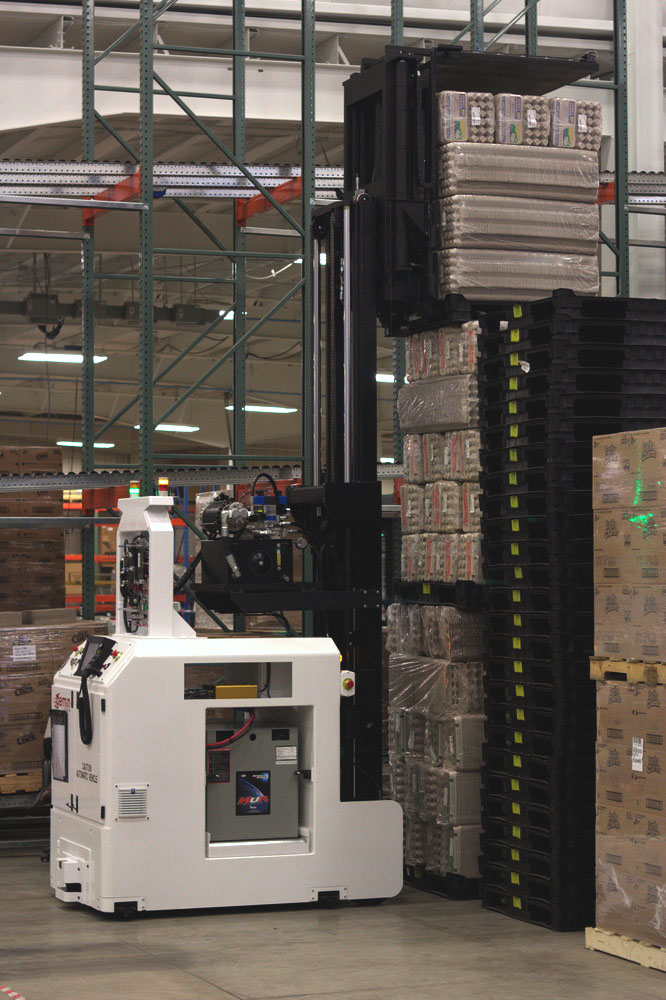
フォークリフトを備える無人搬送車
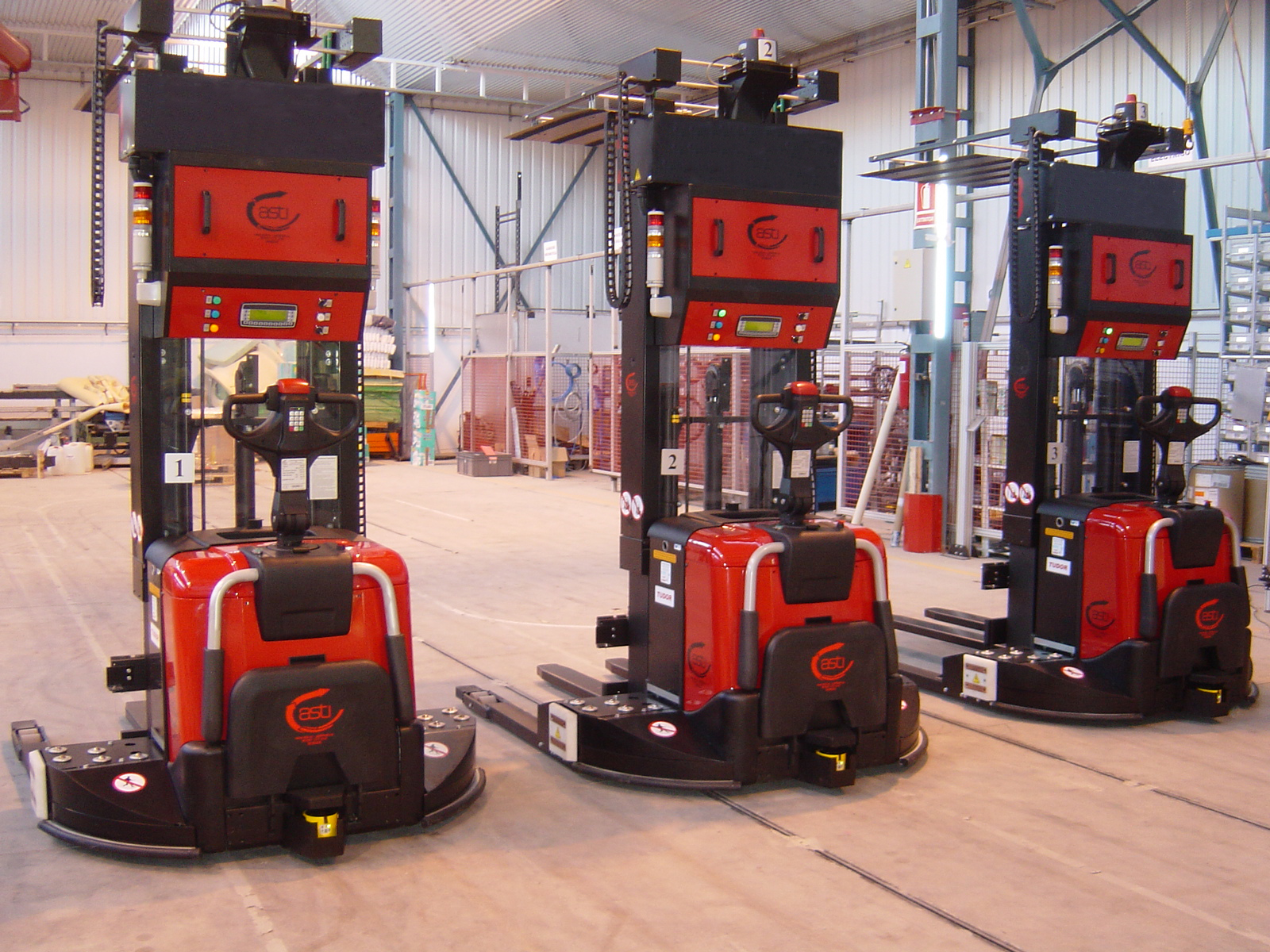
待機する無人搬送車
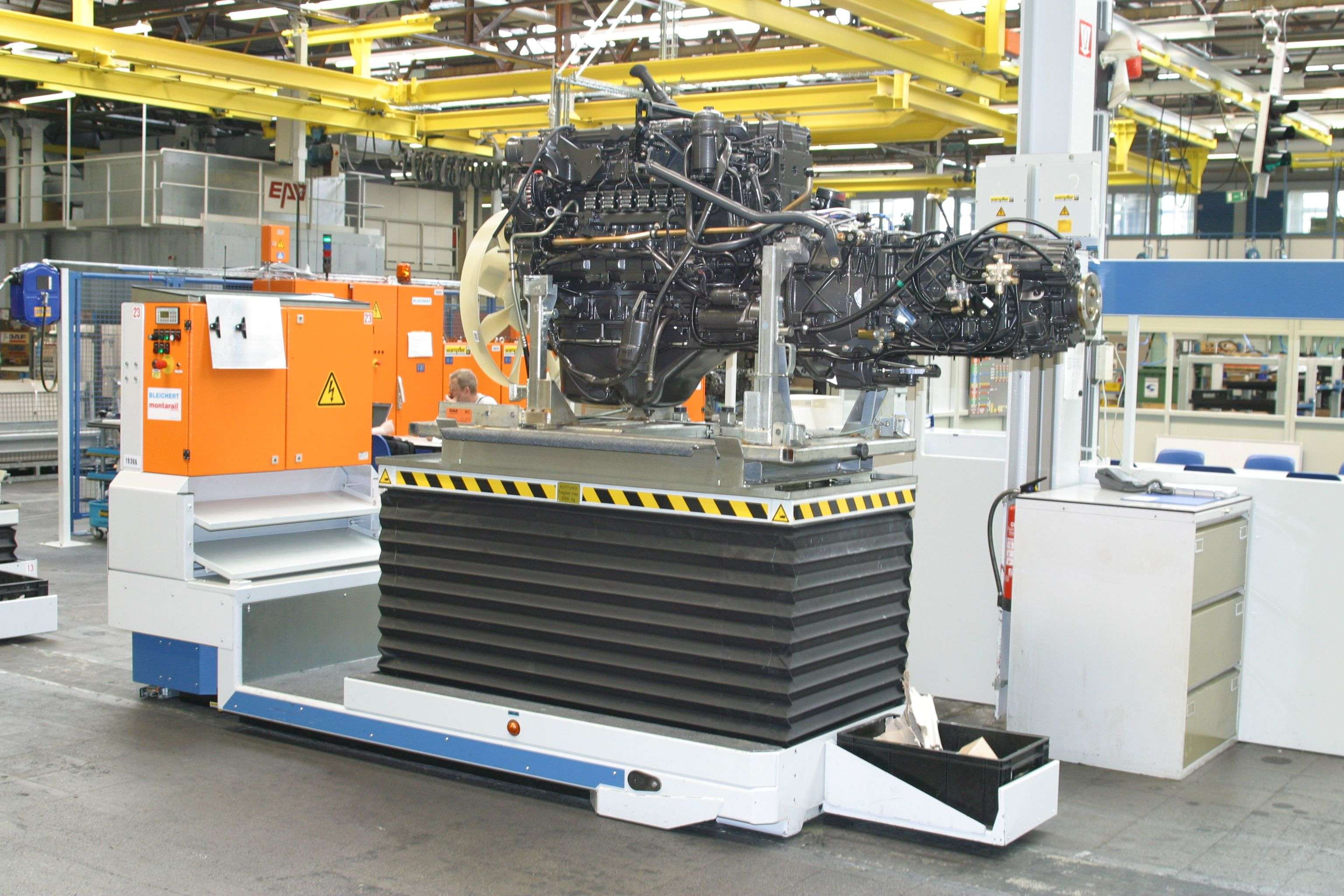
重量物運搬用の無人搬送車
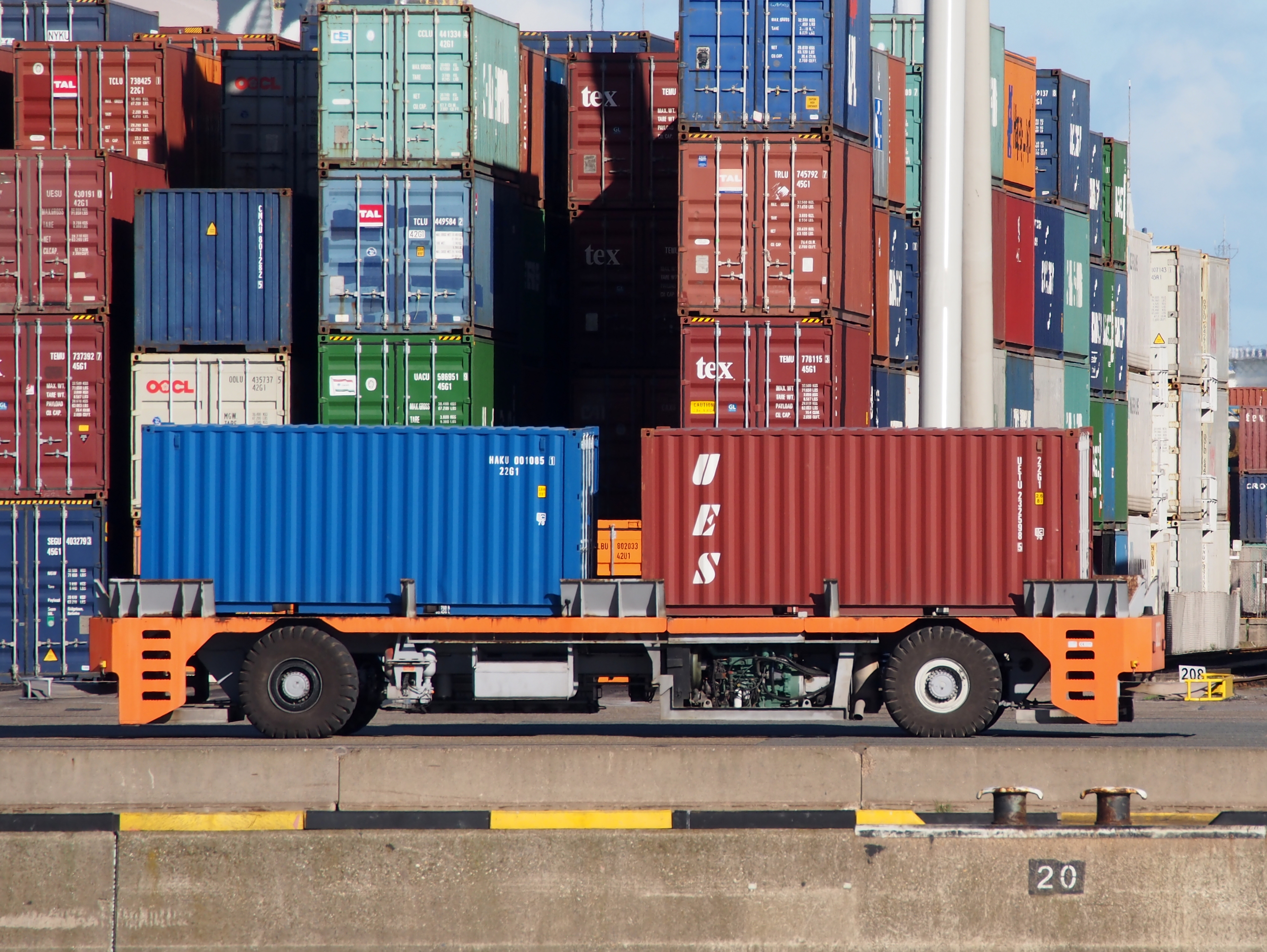
コンテナヤードで海上コンテナを搬送する無人搬送車
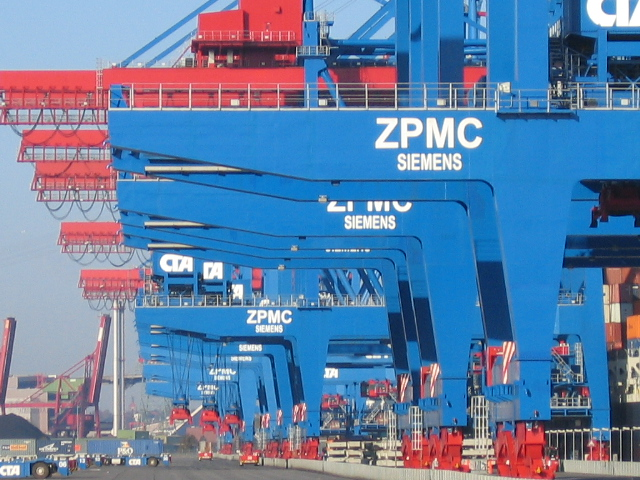
ドイツハンブルクで自動運転を行うガントリークレーン